# Campagne du Wu contre le Wei de 241
Guerres des Trois Royaumes
Batailles
Yiling/Xiaoting - Campagne contre le Wu - Campagne du Sud - Hefei (231) - Hefei (233) - Expéditions de Zhuge Liang - Hefei (234) - Shiting - Liaodong - Offensive du Wu - Xingshi - Koguryo - Gaoping - Expéditions de Jiang Wei (Didao) - Dongxing - Hefei (253) - Shouchun - Cao Mao - chute du Shu - Zhong Hui - Chute du Wu
La campagne du Wu contre le Wei de 241 est une offensive militaire initiée par le Royaume de Wu contre son rival, le Royaume de Wei, durant la période des Trois Royaumes de l'histoire de la Chine. Cette campagne est lancée par Sun Quan, l'empereur qui a fondé le royaume de Wu, deux ans après la mort de Cao Rui, le second empereur du Wei. L'empereur du Wu essaye de profiter du fait que Cao Fang, le successeur de Rui, est un enfant de 10 ans sous tutelle pour conquérir le Wei, mais la campagne s’achève par un échec total.

## Préparatifs
Durant le printemps 241, alors que Sun Quan prépare son offensive contre le Wei, Yin Zha (殷札), l'Administrateur de la commanderie de Lingling, vient le voir pour lui soumettre un plan d'attaque. Zha suggère à Quan de lancer l'attaque en coordination avec le Royaume de Shu, un allié de longue date du Wu. Le Shu attaquerait le Wei à l'ouest de Chang'an, pendant que l'armée du Wu attaquerait le Wei à trois endroits en simultané : Zhuge Jin et Zhu Ran attaquerait la commanderie de Xiangyang; Lu Xun et Zhu Huan attaqueraient Shouchun, pendant que Sun Quan attaquerait la région de Huaiyang (淮陽) et pénétrerait dans la province de Xu. Yin Zha explique que, selon lui, une telle attaque coordonnée sur quatre fronts si éloignés provoquerait la chute des défenses du Wei, qui serait bien incapable de défendre tous les fronts en même temps. Sun Quan écoute ses explications, mais rejette son plan.

## La campagne
Lors du quatrième mois lunaire de la même année, les troupes du Wu attaquent le Wei à quatre endroits différents: Quan Cong attaque la région de Huainan et se heurte aux soldats du Wei à Quebei; Zhuge Ke attaque Lu'an; Zhu Ran attaque Fancheng; Zhuge Jin attaque Zuzhong. Le Wei riposte en envoyant une armée dirigée par Wang Ling et Sun Li pour contrer Quan Cong a Quebei, le battre et le repousser. Hu Zhi (胡質) prend la tête d'une troupe de fantassins légers et part de la province de Jing pour aller renforcer les défenses de Fanncheng. Un de ses conseillers prévient Hu Zhi que les troupes du Wu qui attaquent cette cité sont en supériorité numérique, et qu'il vaudrait mieux renoncer à leur résister. Hu Zhi lui répond "Les défenses de cette ville sont faibles. Nous devons nous y rendre et les renforcer ou nous aurons à faire face à de graves problèmes." Cela dit, il avance jusqu’à Fancheng et y rétablit le calme.
Même après l'arrivée de Hu Zhi à Fancheng, l'armée du Wu reste dans la province de Jing. Sima Yi, le régent du Wei, est mis au courant de la situation. Il demande alors à l'empereur la permission de renforcer les défenses de Fancheng, car il pense que la perte de cette ville mettrait le Wei en danger en ouvrant une route d'invasion au Wu. Lors du sixième mois lunaire de la même année, les troupes du Wu reçoivent la nouvelle de l'arrivée prochaine de Sima Yi dans la région, à la tête d'une armée de secours. Les généraux du Wu ordonnent alors de battre en retraite, mais Yi donne l'ordre à ses soldats de les pourchasser. Les deux armées se rencontrent à Sanzhoukou, où Sima Yi inflige une importante défaite au Wu, avant de se retirer.

## Conséquences
Lü Ju,le fils de Lü Fan, est promu au poste de Lieutenant-Général (偏將軍) pour ses actions durant la campagne.
Pendant le mois intercalaire, Zhuge Jin meurt et son titre de marquis revient à son fils, Zhuge Rong (諸葛融), qui hérite également du poste militaire de son père et se retrouve en poste à Gong'an. Zhuge Ke, le fils aîné de Zhuge Jin, ne récupère pas le titre de son père, car il a déjà son propre marquisat. Deux ans après, en 243, Zhuge Ke envoie des espions aux points sensibles de la région de Shouchun pour préparer une attaque contre cette commanderie. Sima Yi envoie alors des troupes au comté de Shu, pour défendre la région contre une éventuelle attaque de Zhuge Ke. Voyant cela, Sun Quan mute Zhuge Ke à la Commanderie de Chaisang,
Après avoir réussi à repousser cette invasion, la cour impériale du Wei décide de promouvoir l'agriculture et de créer d'importants stocks de nourriture dans les provinces de Yang et de Yu, en vue d'une future campagne contre le Wu. Deng Ai est envoyé pour surveiller et inspecter les terres agricoles dans une zone qui va de la région de Huainan jusqu’à la commanderie de Chen à l'est de Shouchun. Après cette tournée, il propose de lancer de grands travaux d'irrigation et de construire des canaux pour améliorer la productivité des champs. Sima Yi approuve le plan de Deng Ai et fait débuter les travaux dès l'année suivante. Finalement, non seulement les problèmes de manque de nourriture sont réglés, mais en plus les canaux nouvellement construits protègent la région contre les inondations.